# Sabine Beuter

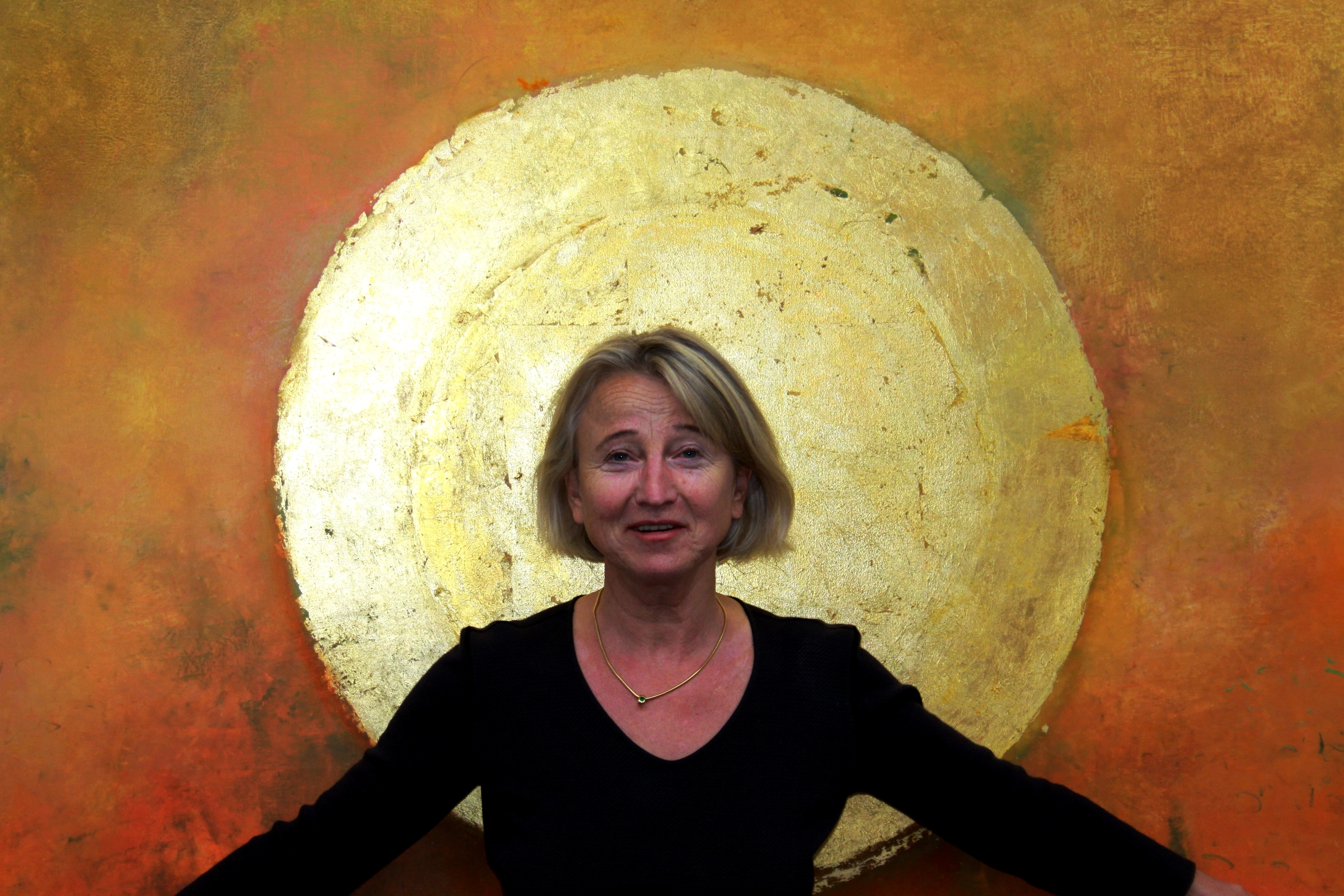
Sabine Beuter

Sabine Beuter (* 10. September 1949 in Hanau; † 28. August 2015 in Berlin) war eine deutsche Malerin.

## Leben
Nach einem Studium der Architektur an der TU Berlin sowie der Bildenden Kunst an der HdK Berlin (1981) war Sabine Beuter als freischaffende Architektin bis 1998 tätig. Ihre künstlerische Tätigkeit übte sie zeitgleich zur Architektur, anfangs in Form von Aquarell- und Gouachemalerei, aus. Ab Mitte der 1980er Jahre konzentrierte sie sich dann auf Öl auf Leinwandmalerei und arbeitete bis 2015 als freischaffende Malerin in Berlin und Ligurien (Italien). Die Künstlerin starb an den Folgen der Krankheit ALS 2015 in Berlin.

## Werk
Sabine Beuters Arbeiten bestehen neben Papierarbeiten (Aquarelle und Gouache) zum größten Teil aus Öl auf Leinwand Werken in Formaten von 50 × 60 bis zu 200 × 250 cm. Eine eigens entwickelte Technik Blattgold in die Bilder einzuarbeiten, findet sich in zahlreichen Werken wieder. Die Arbeiten der Künstlerin sind in fünf Serien unterteilt: Frauen, Eintauchen in Farbe, Gold, Flora, Hell und Dunkel und umfassen mehr als 1900 Werke. Als aktives Mitglied im Verein Berliner Künstler (VBK) und european artists e.V. und durch die Teilnahme an zahlreichen Symposien wie European Artists und World Art Delft entstanden zahlreiche Gemeinschafts- und Einzelausstellungen. In Kooperation mit BMW und ihrem Paten Miroslav Nemec wurde ihre Kunst im BMW Kunstadventskalender 2010 veröffentlicht. Ihre letzte bedeutsame Ausstellung fand zur Gallery Weekend Berlin 2015 statt. International wurden ihre Bilder in Ägypten, Italien, Griechenland, den Niederlanden und den USA ausgestellt.

## Ausstellungen (Auswahl)
- 2019 10.ART Kreuzberg, offene Ateliers und Kunstorte, Berlin
- 2018 20. Kunstauktion zugunsten der Überleben – Stiftung für Folteropfer, Berlin
- 2017 Internationaler Club im Auswärtigen Amt – Sybille von Arnim, Retrospektive, Berlin
- 2017 19. Kunstauktion zugunsten der Überleben – Stiftung für Folteropfer, Berlin
- 2015 Gallery Weekend 2015 – Drei Jahrzehnte Malerei – Berlin
- 2015 Ki gallery – art effect – Turin
- 2014 After Party zum Boxkampf Wladimir Klitschko gegen Kubrat Pulew – Begegnungen – O₂ World Hamburg
- 2014 Hausärzteverband Berlin und Brandenburg e.V. (BDA) – Farbwelten – Berlin
- 2013 Verein Berliner Künstler (VBK) – update 12 – Berlin
- 2013 Radio RTL – Dauerausstellung – Berlin
- 2012 Galerie am Eichholz – Gemeinschaftsausstellung – Murnau
- 2012 World Art Delft – Poetry Project Konstantinos Kavafis Ithaka – Delft (Niederlande)
- 2011 Internationaler Club des Auswärtigen Amt – Aussöhnung Nichtaussöhnung – Berlin
- 2011 artlandprison, Gemeinschaftsausstellung „Wo Schatten ist, ist auch das Licht“ Berlin
- 2010 Botschaft des Königreichs Marokko – Die Kraft des Lichtes – Berlin
- 2010 BMW – Kunst-Adventskalender – Pate Miro Nemec, Charity für Josè Carreras Leukämie-Stiftung – München
- 2010 Panasonic point – Zur langen Nacht der Museen – Düsseldorf
- 2009 Künstlersymposium Europeanart – Essen
- 2009 Künstlerinnenbund Hanau – Gemeinschaftsausstellung bei Artimesia – Hanau
- 2008 Burggalerie – Flora – Fehmarn
- 2008 Deutsche Bank – Mannheim
- 2007 Deutsche Welle – Cairo-Berlin beginning – Berlin
- 2007 Dresdner Bank Gedächtniskirche – Malerei mit Gold – Berlin
- 2007 German University Cairo – Kairo (Ägypten)
- 2006 Botschaft der Arabischen Republik Ägypten – Between Cairo and Al Gouna -Berlin
- 2006 delta lloyd Privatbank Gries und Heissel – Berlin-Grunewald
- 2005 Galerie Seidelstraße – Bildwechsel – Murnau
- 2005 Galerie Bauscher – Neue Arbeiten – Potsdam-Babelsberg
- 2004 Deutsche Umwelthilfe e.V. Berlin – Ab- und Zunahmen – Berlin
- 2004 Siemens Nixdorf, – Draußen buntes Leben – Berlin
- 2003 Berliner Bank Zentrale – Conjunctions – Berlin
- 2003 Porsche Zentrum – Was die Seele wissen möchte – Berlin
- 2002 Europäisches Zentrum für die Förderung der Berufsbildung, CEDEFOP, Head Office Europe – Paintings from Berlin – Thessaloniki (Griechenland)
- 2002 Uhlandhaus, in Zusammenarbeit mit Prof. Dr. Wilhelm Gauger, Berlin
- 2001 Galerie am Eichholz – Berliner Künstler Heute – Murnau
- 2001 Oratorio di San Rocco, Padua, Italien
- 2000 AJC, American Jewish Committee – Am Ölberg Jerusalem – Berlin / New York (USA)